# Qazaqstan Kubogy 2012
La Coppa del Kazakistan 2012 è stata la 21ª edizione del torneo. La competizione è iniziata il 15 maggio ed è terminata l'11 novembre 2012. La squadra vincitrice sarà ammessa al primo turno di qualificazione della UEFA Europa League 2013-2014. L'Astana ha vinto il trofeo per la seconda volta.

## Primo turno
Hanno partecipato 28 squadre della Qazaqstan Prem'er Ligasy 2012 e della Birinşi Lïga.
| Squadra 1        | Risultato | Squadra 2         |
| ---------------- | --------- | ----------------- |
| 15 maggio 2012   |           |                   |
| Qyzyljar         | 0 – 2     | Taraz             |
| 16 maggio 2012   |           |                   |
| Aq Bulaq         | 2 – 1     | Bolat             |
| CSKA Almaty      | 5 – 3     | Bäýterek          |
| Ile-Säulet       | 0 – 3     | Oqjetpes          |
| Kaspıı           | 1 – 3     | Aqjaıyq           |
| Aqtóbe-Jas       | 0 – 2     | Qaisar            |
| BIIK Şımkent     | 1 – 4     | Aqtöbe            |
| Laşın            | 2 – 0     | Sunqar            |
| Spartak Semeı    | 0 – 2     | Shahter Qaraǵandy |
| Vostok Óskemen   | 1 – 3     | Jetisý            |
| Astana 1964      | 0 – 1     | Astana            |
| Qairat Akademija | 1 – 0     | Atyrau            |
| Ekibastuz        | 1 – 4     | Ertis             |
| Qyran            | 2 – 4     | Qairat            |

## Secondo turno
Partecipano a questo turno le vincenti del turno precedente più le due finaliste della Coppa del Kazakistan 2011 (Tobol e Ordabası).
L'andata è stata giocata il 20 giugno 2012, mentre il ritorno è stato giocato il 27 giugno.
| Squadra 1        | Totale | Squadra 2         | Andata | Ritorno |
| ---------------- | ------ | ----------------- | ------ | ------- |
| CSKA Almaty      | 0 – 7  | Shahter Qaraǵandy | 0 – 4  | 0 – 3   |
| Oqjetpes         | 2 – 3  | Tobyl             | 1 – 3  | 1 – 0   |
| Jetisý           | 3 – 1  | Taraz             | 1 – 1  | 2 – 0   |
| Aq Bulaq         | 1 – 3  | Astana            | 1 – 1  | 0 – 2   |
| Aqtöbe           | 7 – 0  | Laşın             | 5 – 0  | 2 – 0   |
| Qairat Akademija | 1 – 8  | Ertis             | 1 – 4  | 0 – 4   |
| Qaisar           | 2 – 1  | Qairat            | 2 – 0  | 0 – 1   |
| Aqjaıyq          | 1 – 7  | Ordabasy          | 1 – 2  | 0 – 5   |

## Quarti di finale
L'andata è stata giocata il 19 settembre 2012, il ritorno il 29 settembre.
| Squadra 1 | Totale | Squadra 2         | Andata | Ritorno |
| --------- | ------ | ----------------- | ------ | ------- |
| Jetisý    | 1 – 2  | Shahter Qaraǵandy | 1 – 1  | 0 – 1   |
| Ertis     | 3 – 1  | Tobyl             | 3 – 0  | 0 – 1   |
| Qaisar    | 2 – 4  | Astana            | 1 – 0  | 1 – 4   |
| Aqtöbe    | 1 – 0  | Ordabasy          | 0 – 0  | 1 – 0   |

## Semifinali
L'andata è stata giocata il 1º novembre 2012, mentre il ritorno è stato giocato il 5 novembre.
| Squadra 1         | Totale | Squadra 2 | Andata | Ritorno |
| ----------------- | ------ | --------- | ------ | ------- |
| Shahter Qaraǵandy | 2 – 3  | Astana    | 2 – 1  | 0 – 2   |
| Ertis             | 6 – 3  | Aqtöbe    | 5 – 0  | 1 – 3   |

## Finale
| Arbitro: | Slambekov (Almaty) |

| |            | |
| Nūrdäuletov 5’ Nöserbayev 82’ | Marcatori  | |
| · Erić · Rojkov · Lazarevski · Nūrdäuletov · Korobkin · 87’ Nöserbayev · 89’ Kojašević · 90+2’ Kéthévoama · Ostapenko · Beýsebekov · Shahmetov · Sostituzioni: · 87’ Ivanovski · 89’ Qonısbayev · 90+2’ Gorjačij | Formazioni | · Kotljar · Coulibaly 73’ · Çïçwlïn 75’ · Çernışov 18’ · Kučera · Jurin 65’ · Maletić · Şomko · Govedarica · Essomba 83’ · Şabalïn 80’ · Sostituzioni: · Jakovlev 75’ · Baýjanov 80’ · Mal'cev 83’ |
| Beránek | Allenatori | Baýsufinov |